# Saison 1 de Helix
Chronologie
Saison 2
Cet article présente les treize épisodes de la première saison de la série télévisée américaine Helix.

## Distribution

### Acteurs principaux
- Billy Campbell : Dr Alan Farragut
- Hiroyuki Sanada : Dr Hiroshi Hatake
- Kyra Zagorsky : Dr Julia Walker
- Mark Ghanimé : Major Sergio Balleseros

### Acteurs secondaires
- Jordan Hayes : Dr Sarah Jordan
- Neil Napier : Dr Peter Farragut
- Meegwun Fairbrother : Daniel Aerov et Tulok
- Luciana Carro : Anana
- Chimwemwe Miller : Dr Joel Haven
- Catherine Lemieux : Dr Doreen Boyle
- Patrick Baby : Dr Philippe Duchamp
- Robert Naylor : la Faucille
- Christian Jadah : lieutenant Klein
- Julian Casey : Dr Victor Adrian
- Amber Goldfarb : Jay et Jane Walker
- Alain Goulem : Dr Bryce
- Jeri Ryan : Constance Sutton
- Alexandra Ordolis : Blake
- Helen Koya : Théa et Willa
- Miranda Handford : Dr Rae Van Eigem
- Leni Parker : Dr Tracey
- Vitali Makarov : Dr Dimitri Marin

## Diffusion
- États-Unis : du 10 janvier 2014 au 28 mars 2014 sur Syfy
- France : du 6 mai 2014 au 10 juin 2014 sur Syfy France.
- Elle est inédite dans les autres pays francophones.

## Liste des épisodes

### Épisode 1:Épidémie
- États-Unis /  Canada : 10 janvier 2014 sur Syfy[1]
- France : 6 mai 2014 sur Syfy France[2]

- États-Unis : 1,82 million de téléspectateurs[3]

### Épisode 2:Vecteur
- États-Unis : 10 janvier 2014 sur Syfy
- France : 6 mai 2014 sur Syfy France

- États-Unis : 1,82 million de téléspectateurs[3]

### Épisode 3:Le Niveau R
- États-Unis : 17 janvier 2014 sur Syfy
- France : 13 mai 2014 sur Syfy France

- États-Unis : 1,34 million de téléspectateurs[4]

### Épisode 4:Séquence inconnue
- États-Unis : 24 janvier 2014 sur Syfy
- France : 13 mai 2014 sur Syfy France

- États-Unis : 1,39 million de téléspectateurs[5]

### Épisode 5:La Chambre blanche
- États-Unis : 31 janvier 2014 sur Syfy
- France : 20 mai 2014 sur Syfy France

- États-Unis : 1,13 million de téléspectateurs[6]

### Épisode 6:Souvenirs
- États-Unis : 7 février 2014 sur Syfy
- France : 20 mai 2014 sur Syfy France

- États-Unis : 1,33 million de téléspectateurs[7]

### Épisode 7:Survivante zéro
- États-Unis : 14 février 2014 sur Syfy
- France : 27 mai 2014 sur Syfy France

- États-Unis : 1,17 million de téléspectateurs[8]

### Épisode 8:Les Chambres obscures
- États-Unis : 21 février 2014 sur Syfy
- France : 27 mai 2014 sur Syfy France

- États-Unis : 1,48 million de téléspectateurs[9]

### Épisode 9:Niveau X
- États-Unis : 28 février 2014 sur Syfy
- France : 3 juin 2014 sur Syfy France

- États-Unis : 1,29 million de téléspectateurs[10]

### Épisode 10:Échelon
- États-Unis : 7 mars 2014 sur Syfy
- France : 3 juin 2014 sur Syfy France

- États-Unis : 1,28 million de téléspectateurs[11]

### Épisode 11:Pluie noire
- États-Unis : 14 mars 2014 sur Syfy
- France : 10 juin 2014 sur Syfy France

- États-Unis : 1,18 million de téléspectateurs[12]

### Épisode 12:La Vengeance de la Faucille
- États-Unis : 21 mars 2014 sur Syfy
- France : 10 juin 2014 sur Syfy France

- États-Unis : 1,24 million de téléspectateurs[13]

### Épisode 13:Dans l'ombre
- États-Unis : 28 mars 2014 sur Syfy
- France : 10 juin 2014 sur Syfy France

- États-Unis : 1,38 million de téléspectateurs[14]